# Keuw
Le keuw (ou kehu, keu) est une langue papoue parlée en Indonésie dans la province de Papouasie.

## Classification
Hammarström classe le keuw comme étant une langue isolée.

## Sources
- (en) David Kamholz, 2012, The Keuw Isolate: Preliminary Materials and Classification, LLM Special Issue 2012: On the History, Contact & Classification of Papuan languages - Part I, pp. 243-268.
- (en) Harald Hammarström, Robert Forkel, Martin Haspelmath, Sebastian Bank, Glottolog, Kosadle.